# Организација управе
Организациони систем управе у једној земљи се означава изразом јавна управа. Чине је државни органи управе и управне организације, с једне стране, и недржавни субјекти, с друге стране. Државна управа, којој је обављање управних и стручних послова основна делатност, обухвата: органе управе и управне организације.

## Организација државне управе у Србији
Према Закону о државној управи (2005) и Закону о министарствима (2008) органи државне управе организовани су као:
1. министарства
2. органи управе у саставу министарства
3. посебне организације

Ови органи обављају следеће послове државне управе: учествовање у обликовању политике Владе, праћење стања, извршавање закона, других прописа и аката, инспекцијски надзор, старање о јавним службама, развојни послови, остали стручни послови. Министарство се образује за послове државне управе у једној или висе међусобно повезаних области. Органи управе у саставу министарства образују се за инспекцијске послове који захтевају већу самосталност од сектора у министарству – то су управе, инспекторат и дирекције, док се посебне организације формирају за стручне и с њима повезане извршне послове веће самосталности од органа у саставу. Врсте посебних организација су секретаријати и заводи.

## Недржавна управа у Србији
Недржавна управа (недржавни субјекти овлашћени за вршење управне делатности, тзв. јавни сектор) код нас се према Закону о државној управи разврстава на: 
1. јавне установе
2. јавне агенције

које као имаоци управних јавних овлашћења, у које спадају решавање о управним стварима, вођење јавних евиденција и вршење инспекцијског надзора, имају иста права и дужности као органи државне управе. Њима је поверено доношење прописа, а законом се одређује управни орган који их контролише (најчешће министарство). Међутим, Уставом се прописује да одређена овлашћења се законом могу поверити и јавним службама:
1. јавне установе (нпр. факултет)
2. јавна предузећа (нпр. електродистрибуција, ПТТ)
3. други облици организовања

## Децентрализација управе
У Србији су према Уставу Србије из 2006. године установљене децентрализоване територијалне јединице аутономне покрајине и локална самоуправа. У Аутономним покрајинама Војводина и Косово и Метохија, чије су надлежности у оквиру управе одређене посебним законом, грађани остварују право на покрајинску управу, статутом уређују питања од покрајинског значаја. Послове покрајинске управе обављају:
- покрајински секретаријати
- покрајинске управне организације, службе и дирекције

Локална самоуправа у Србији организована је према је јединицама: општине, градови и град Београд. Органи општине су скупштина општине и органи одређени статутом: председник општине, општинско веће и општинска управа.

## Положај и улога управе
Место управе у политичком и уставном систему одређујемо појмовима положај и улога управе, полазећи од принципа поделе власти, парламентаризма и политичког плурализма. Послове државне управе органи могу да врше и ван свог седишта, ради чега се формирају управни окрузи. Актом о унутрашњем уређењу и систематизацији радних места одређује се унутрашње уређење органа државне управе. Ове послове врше државни службеници које треба разликовати од политичких и управних функционера, и они представљају “основни супстрат” управе. Зато је веома важно како функционише службенички систем и поштовање бројних уведених европских стандарда правног уређења овог система. Пријем и запошљавање службеника, њихова права и дужности, као и одговорност, начин престанка службе главни су задатак кадровског система. Чине га: кадровски план, Служба за управљање кадровима и високи службенички савет. Повећање стручног нивоа и људских квалитета управних кадрова је пут ка постизању крајњих позитивних резултата управне организације.